# Rangomaramidae
Rangomaramidae zijn een familie uit de orde van de tweevleugeligen (Diptera), onderorde muggen (Nematocera). Wereldwijd omvat deze familie zo'n 13 genera en 32 soorten.

## Geslachten
De volgende geslachten zijn bij de familie ingedeeld:
- Anisotricha
- Chiletricha
- Eratomyia
- Insulatricha
- Kenyatricha
- Nepaletricha
- Rhychoheterotricha
- Heterotricha
- Cabamofa
- Colonomyia
- Ohakunea
- Rogambara
- Rangomarama